# Stazione di Faenza
La stazione di Faenza è la principale stazione ferroviaria di Faenza, in provincia di Ravenna. Si trova lungo la linea Bologna-Ancona ed è capolinea della Ferrovia Faentina (Faenza-Firenze) e della Faenza-Lavezzola.

## Storia
La prima stazione di Faenza venne costruita nel 1861 con il completamento della Ferrovia Adriatica.
Nel 1893 con l'apertura della Ferrovia Faentina si decise di costruire la nuova stazione che si trova ancora oggi in quel luogo. Tuttavia lo spostamento della stazione causò l'allontanamento della stessa dal centro cittadino; questo problema rese necessaria la costruzione di un collegamento fra il centro e l'impianto (Viale Baccarini) che causò l'abbattimento di parte della cinta muraria e lo stravolgimento del tessuto urbano di Borgo della Ganga.
La stazione fu in seguito distrutta dai bombardamenti bellici della seconda guerra mondiale; venne ricostruita nel 1948 dall'architetto Roberto Narducci che aveva già ricostruito numerose stazioni ferroviarie nel periodo post-bellico.
Nel 2009 Centostazioni e RFI hanno portato a termine una ristrutturazione generale dell'immobile e l'adeguamento degli impianti tecnologici a norma di legge.
Con il progetto Metropolis, il comune di Faenza vorrebbe qualificare gli spazi antistante la stazione, in particolare lo scalo merci: si prevede la realizzazione di nuovi complessi residenziali (circa 30 000 m³), la costruzione di un nuovo terminal autobus e la realizzazione di nuove piste ciclabili.

## Strutture e impianti

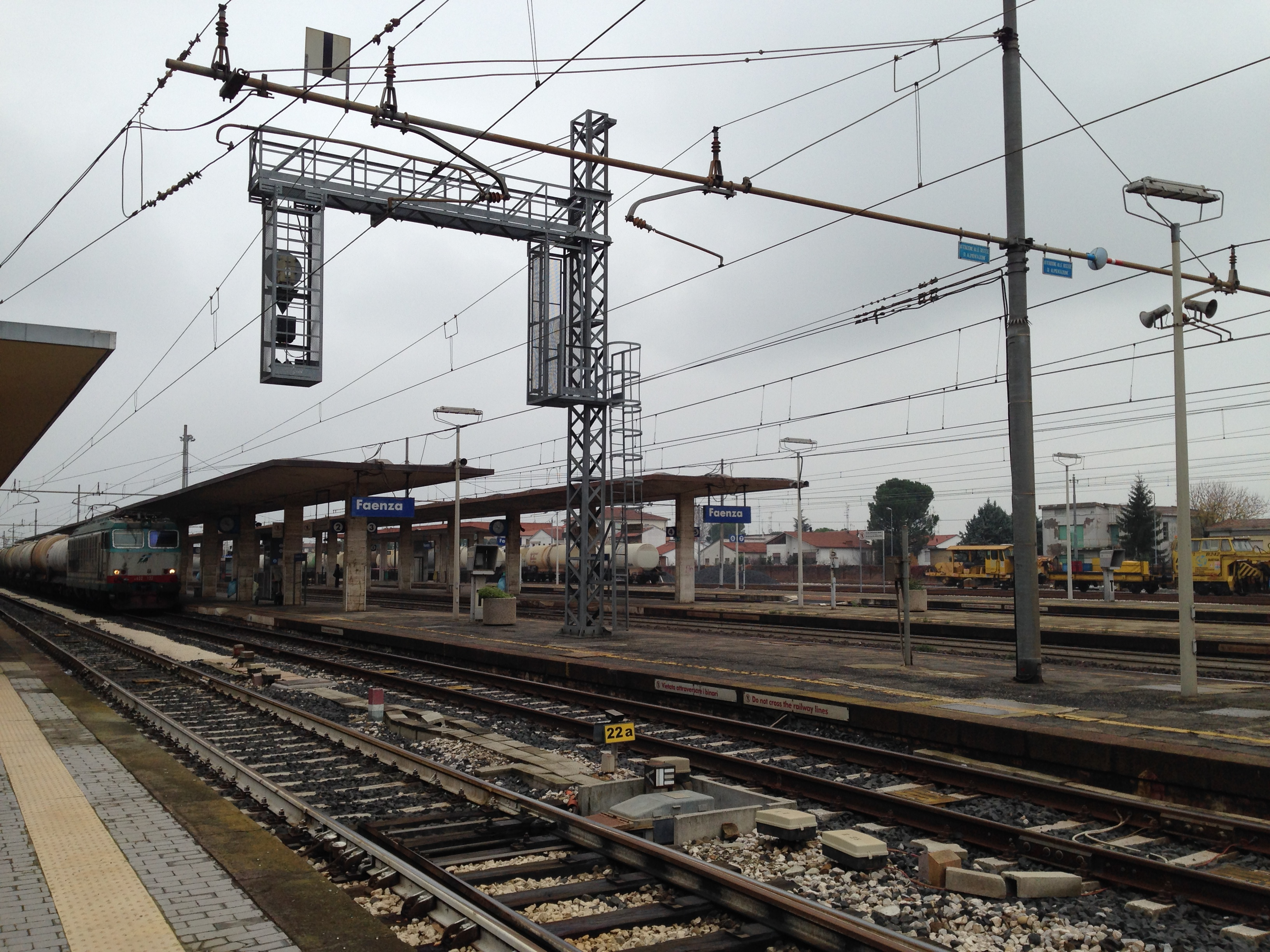
Piazzale binari della stazione

La stazione è gestita da Rete Ferroviaria Italiana.
Il fabbricato viaggiatori è di evidente stile razionalista tipico delle stazioni progettate dal Narducci: si tratta di un edificio a forma di parallelepipedo rettangolo su due livelli; al piano terra ci sono due grosse aperture rettangolari ai lati mentre al piano superiore una ampia vetrata illumina l'atrio interno del fabbricato.
Dal fabbricato viaggiatori si diramano in modo asimmetrico due edifici ad un solo piano in mattone che ospitano i locali tecnici ed il bar ristorante.
All'estremità di questi due edifici ci sono altri due fabbricati su tre livelli, non aperti ai viaggiatori.
Il piazzale è composto da sette binari. Nel dettaglio:
- Binario 1: su tracciato deviato, appartenente alla linea Faentina
- Binario 2: su corretto tracciato deviato, appartenente alla linea Faentina
- Binario 3: su corretto tracciato appartenente alla linea Adriatica; generalmente fermano i treni con la numerazione pari (verso Nord)
- Binario 4: su corretto tracciato appartenente alla linea Adriatica; generalmente fermano i treni con la numerazione dispari (verso Sud)
- Binari 5, 6 e 7: sono binari su tracciati deviati (eccezion fatta per il 5 che è in corretto tracciato per Ravenna-Lavezzola) e vengono generalmente usati per i treni che hanno come capolinea Faenza, per i treni tra Firenze S.M.N. e Ravenna (molto radi) o per le eventuali precedenze fra i treni.

Tutti questi binari sono dotati di banchina, coperti da una lunga pensilina in muratura e collegati fra loro da un sottopassaggio.
Sono inoltre presenti altri binari (privi di banchina e collegamento con gli altri binari) che vengono utilizzati per il ricovero dei mezzi non in servizio.
A marzo 2024 sono iniziati i lavori sulla banchina dei binari 6-7 per alzare il livello del marciapiede a 55 cm come da standard europeo.

## Movimento
Il servizio passeggeri è costituito da treni regionali svolti da Trenitalia Tper nell'ambito del contratto di servizio stipulato con la Regione Emilia-Romagna.
La stazione è inoltre servita da treni a lunga percorrenza svolti da Trenitalia.
Limitatamente al trasporto regionale, a novembre 2019 la stazione risultava frequentata da un traffico giornaliero medio di circa 6 586 persone (3 282 saliti + 3 304 discesi).

## Servizi
La stazione, che RFI classifica nella categoria "Gold", offre i seguenti servizi:
- Biglietteria a sportello
- Biglietteria self-service
- Servizi igienici
- Sala di attesa
- Posto di Polizia Ferroviaria
- Bar
- Parcheggio bici
- Parcheggio auto

## Interscambi
- Fermata autobus, linee 1 e 2
- Stazione taxi